# Ordre de bataille unioniste de la seconde bataille de Kernstown
Les unités et commandant suivants de l'armée de l'Union de l'Armée ont combattu lors de la seconde bataille de Kernstown de la guerre de Sécession le 24 juillet 1864 à Kernstown, qui fait maintenant partie de la ville de Winchester, en Virginie. L'ordre de bataille confédéré est indiqué séparément.

## Abréviations utilisées

### Grade militaire
- Major général
- Brigadier général
- Colonel
- Lieutenant colonel
- Commandant
- Capitaine
- Premier lieutenant
- Bvt = Brevet

### D'autres
- (b) = blessé
- (mb) = mortellement blessé
- (†) = tué

## Armée de la Virginie-Occidentale
Brigadier général George Crook
| Division                                     | Brigade | Régiments et autres |
| -------------------------------------------- | --- | --- |
| Première division Colonel Joseph Thoburn     | Première brigade Colonel George D. Wells | - 34th Massachusetts Infantry - 116th Ohio Infantry - 123rd Ohio Infantry - 170th Ohio Infantry - 5th New York Heavy Artillery                           |
| Première division Colonel Joseph Thoburn     | Deuxième brigade Colonel William G. Ely | - 18th Connecticut Infantry - 2d Maryland Eastern Shore Infantry - 1st West Virginia Infantry - 4th West Virginia Infantry - 12th West Virginia Infantry |
| Deuxième division Colonel Isaac H. Duval     | Première brigade Colonel Rutherford B. Hayes | - 23rd Ohio Infantry - 36th Ohio Infantry - 5th West Virginia Infantry - 13th West Virginia Infantry                                                     |
| Deuxième division Colonel Isaac H. Duval     | Deuxième brigade Colonel Daniel D. Johnson | - 34th Ohio Infantry - 91st Ohio Infantry - 9th West Virginia Infantry - 14th West Virginia Infantry                                                     |
| Troisième division Colonel James A. Mulligan | Première brigade Colonel Thomas M. Harris | - 23rd Illinois Infantry - 10th West Virginia Infantry                                                                                                   |
| Troisième division Colonel James A. Mulligan | Deuxième brigade Lieutenant colonel John P. Linton | - 54th Pennsylvania Infantry - 11th West Virginia Infantry - 5th West Virginia Infantry                                                                  |
| Artillerie                                   | - 30th batterie du New York Light Artillery - 1re batterie du Ohio Light Artillery - Batterie L du 5th United States Artillery - Batterie E du 1st West Virginia Light Artillery | |

### Cavalerie
| Division                                               | Brigade                                           | Régiments et autres |
| ------------------------------------------------------ | ------------------------------------------------- | --- |
| Première division Brigadier général Alfred N. Duffié   | Première brigade Colonel William B. Tibbits       | - 1st Maryland Potomac Home Brigade Cavalry - 15th New York Cavalry - 21st New York Cavalry - 12th Pennsylvania Cavalry   |
| Première division Brigadier général Alfred N. Duffié   | Deuxième brigade ColonelJacob Higgins             | - 1st New York (Lincoln) Cavalry - 1st New York (Veteran) Cavalry - 20th Pennsylvania Cavalry - 22nd Pennsylvania Cavalry |
| Deuxième division Brigadier général William W. Averell | Première brigade Colonel James M. Schoonmaker     | - 8th Ohio Cavalry - 14th Pennsylvania Cavalry                                                                            |
| Deuxième division Brigadier général William W. Averell | Deuxième brigade Colonel William H. Powell        | - 1st West Virginia Cavalry - 2d West Virginia Cavalry - 3rd West Virginia Cavalry                                        |
| Artillerie                                             | - Batterie F du 1st West Virginia Light Artillery | |